# Windom (Teksas)
Windom – miasto w Stanach Zjednoczonych, w stanie Teksas, w hrabstwie Fannin.